# 鹿家駅
鹿家駅（しかかえき）は、福岡県糸島市二丈鹿家にある、九州旅客鉄道（JR九州）筑肥線の駅である。駅番号はJK15。福岡県内の鉄道駅では最も西にある。

## 歴史
筑肥線の前身である北九州鉄道の最初に開業した区間の駅であり、同線では最も古い駅の一つ。

### 年表
- 1923年（大正12年）12月5日：北九州鉄道の駅として開設[2]。
- 1937年（昭和12年）10月1日：北九州鉄道が国有化され、鉄道省に移管[2]。
- 1938年（昭和13年）3月：木造駅舎完成[4]。
- 1961年（昭和36年）12月1日：貨物取扱廃止[2]。
- 1972年（昭和47年）2月10日：荷物扱い廃止[5]。無人駅となる[3]。
- 1987年（昭和62年）4月1日：国鉄分割民営化に伴い、JR九州に移管[2]。
- 2010年（平成22年）3月13日：ICカード「SUGOCA」の利用を開始[6]。
- 2012年（平成24年）3月23日：プレハブの新駅舎が完成。木造旧駅舎が閉鎖[4]。

### 駅舎
2012年（平成24年）3月までは、1938年（昭和13年）に完成した木造の駅舎が使われていた。しかし、老朽化で痛みが激しいことなどからプレハブの新駅舎が建設されることとなり、2012年3月の新駅舎完成に伴い、木造の旧駅舎は閉鎖された。新駅舎建設に際して、市民の間から旧駅舎の保全と活用を求める声があがり、JR九州も市への譲渡に前向きな姿勢を見せたものの、維持・管理の問題で実現せず、同年夏前に取り壊された。

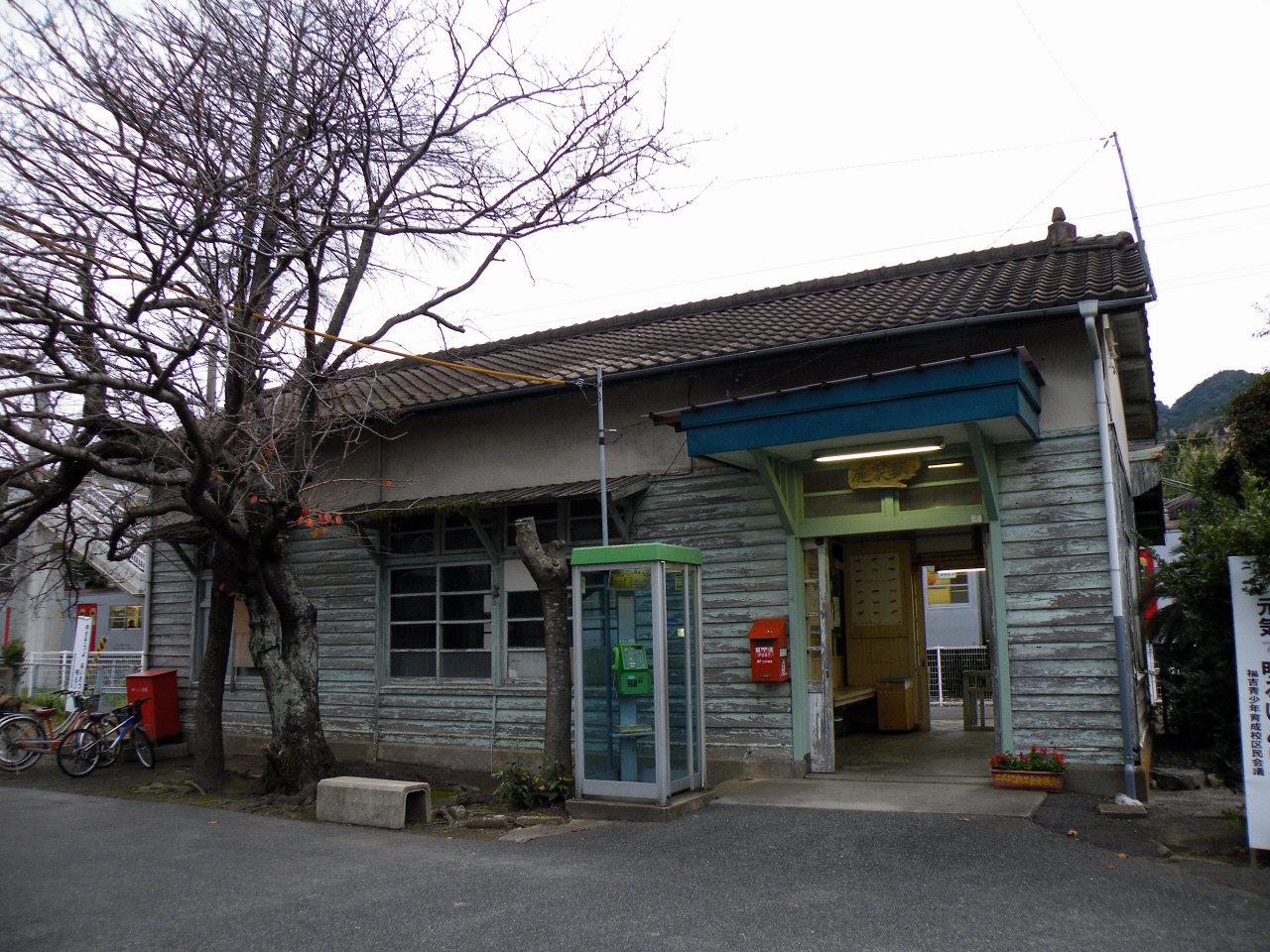
旧駅舎（2008年12月）
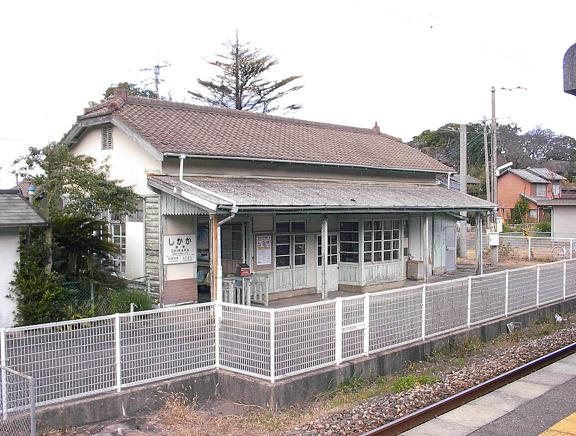
ホームから望む旧駅舎（2005年1月）

## 駅構造
島式ホーム1面2線を有する地上駅。駅舎からホームには跨線橋を渡って出入りする。
無人駅である。以前あった木造駅舎は撤去され、ホーム北側にプレハブ駅舎（簡易待合所）がある。簡易型（食券・入場券用タイプ）の自動券売機が設置されている。

### のりば
| のりば | 路線   | 方向 | 行先                           |
| ------ | ------ | ---- | ------------------------------ |
| 駅舎側 | 筑肥線 | 上り | 筑前前原・天神・博多・空港方面 |
| 反対側 | 筑肥線 | 下り | 唐津・西唐津方面               |

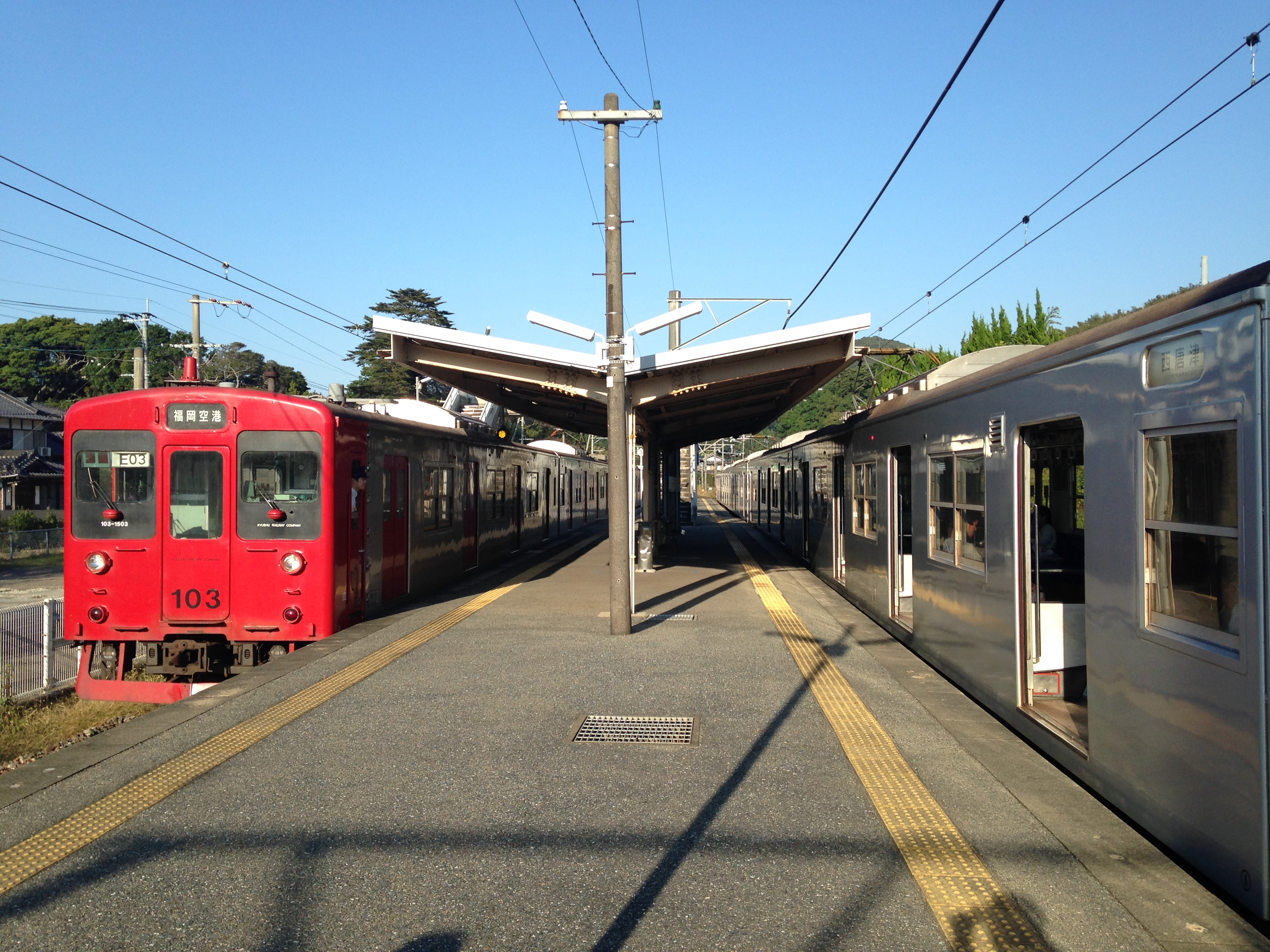
ホーム（2014年10月）

## 利用状況
2016年度の1日平均乗車人員は63人である。
| 乗車人員推移 | 乗車人員推移 |
| 年度         | 1日平均人数  |
| ------------ | ------------ |
| 2005年       | 108          |
| 2006年       | 104          |
| 2007年       | 90           |
| 2008年       | 89           |
| 2009年       | 82           |
| 2010年       | 79           |
| 2011年       | 75           |
| 2012年       | 78           |
| 2013年       | 73           |
| 2014年       | 65           |
| 2015年       | 65           |
| 2016年       | 63           |

## 駅周辺
旧・二丈町の西の外れに位置しており、周辺に民家は少なく、小さな漁港と旅館がある。筑肥線に並行する形で通る国道202号からは細い坂道を上って100 m程。
- 姉子浜の鳴き砂 - 北へ1.5 km

## 隣の駅
九州旅客鉄道（JR九州）
 筑肥線
■快速
通過
■普通
福吉駅 (JK14) - 鹿家駅 (JK15) - 浜崎駅 (JK16)